# Macario di Antiochia
Macario di Antiochia, o anche Macario d'Armenia (Armenia, X secolo – Gent, 10 aprile 1012), è stato un vescovo armeno, ed è venerato come santo dalla Chiesa cattolica.

## Vita
Macario, originario genericamente dell'Armenia, divenne vescovo di una città di nome Antiochia verso la fine del X secolo (Antiochia di Pisidia o Antiochia di Siria). A un certo momento, lasciò tutto ciò che aveva, affidando la diocesi a un vicario, e andò pellegrino a Gerusalemme, dove fu bene accolto dal patriarca Giovanni; tuttavia alcuni mussulmani o ebrei lo assalirono e tentarono di ucciderlo.
Sfuggito per poco al martirio, Macario non volle tornare ad Antiochia, ma s'imbarcò per l'Europa e dopo varie peregrinazioni giunse nel 1011 nella città di Gand, nelle Fiandre, dove fu accolto in particolare presso l'abbazia di San Bavone. Progettava già di riprendere la via dell'Oriente, ma s'ammalò due volte, la seconda volta - che gli fu fatale - di peste. Morì il 10 aprile 1012.

## Culto
La sua tomba fu aperta nel 1067 alla presenza di Filippo I, re di Francia, di Baldovino, conte delle Fiandre, e di alcuni vescovi. Le reliquie furono distribuite tra varie chiese della regione.
La sua memoria liturgica cade il 10 aprile. Viene festeggiato localmente anche il 9 maggio, nell'anniversario dell'apertura della tomba, occasione nella quale furono segnalati numerosi miracoli.
È santo patrono dello stato di Andorra.